# ジャック・クルトワ
ジャック・クルトワ（Jacques Courtois、1621年12月12日 - 1675年11月14日）はフランス生まれの画家である。イタリアで活動し、イタリアではジャコーモ・コルテーゼまたはコルテージ(Giacomo Cortese 、Cortesi)と署名し、ブルゴーニュ生まれであることから「Il Borgognone」とか「 Le Bourguignon」の仇名でも呼ばれた。ローマなどで働き、主に戦争の場面を描いた。

## 略歴
15世紀の末以来、1678年のナイメーヘンの和約までスペイン国王がブルゴーニュ伯として支配していた、現在のフランス、ブルゴーニュ＝フランシュ＝コンテ地域圏、ドゥー県のサンティポリット(Saint-Hippolyte)で生まれた。父親のジャン＝ピエール・クルトワ(Jean-Pierre Courtois)は画家で、弟に画家になったジャン＝バティスト・クルトワ(Jean-Baptiste Courtois:c.1627-?)とギヨーム・クルトワ(Guillaume Courtois: 1628-1679)がいる。
父親から教育を受けた後、15歳になった1635年頃、ミラノに移り、そこでスペイン軍に入隊し、3年間、兵士として働いた。兵士としての生活を送りながら多くの戦いの場面のスケッチをして過ごした。
1639年に軍をやめ、ボローニャに移り、ボローニャの画家、グイド・レーニに才能を見出され、レーニからしばらく絵を学んだ。フィレンツェに移り、フィレンツェではオランダ出身の画家ヤン・アセリンらのグループに加わり、アセリンからも絵の技術を学んだ。1640年にローマに移り、ローマでは戦争画や風俗画家として人気になっていたミケランジェロ・チェルクォッツィ(Michelangelo Cerquozzi:1602-1660)に戦争画の技術を称賛され、支援を受けて、戦争画を専門とすることになった。この頃、弟たちもイタリアに移ってきた。ローマで画家、ヴァイアーニ(	Alessandro Vaiani)の娘と結婚するが、7年後に妻が病死した。その後、メディチ家のマッテーオ・デ・メディチに招かれて、フィレンツェやシエーナで1655年まで働き、再びローマに戻った。
1657年にイエズス会の修道院に入り、しばらく宗教画を描き、1868年には司祭になった。1675年にローマで没した。

## 作品

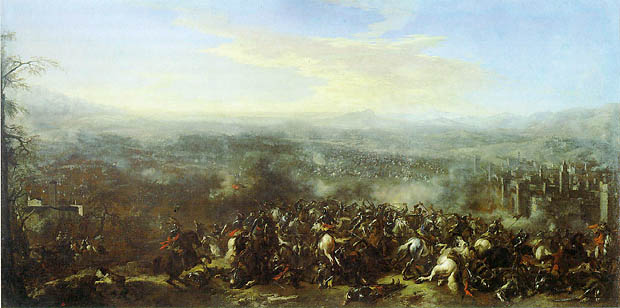
ネルトリンゲンの戦い  (1648)
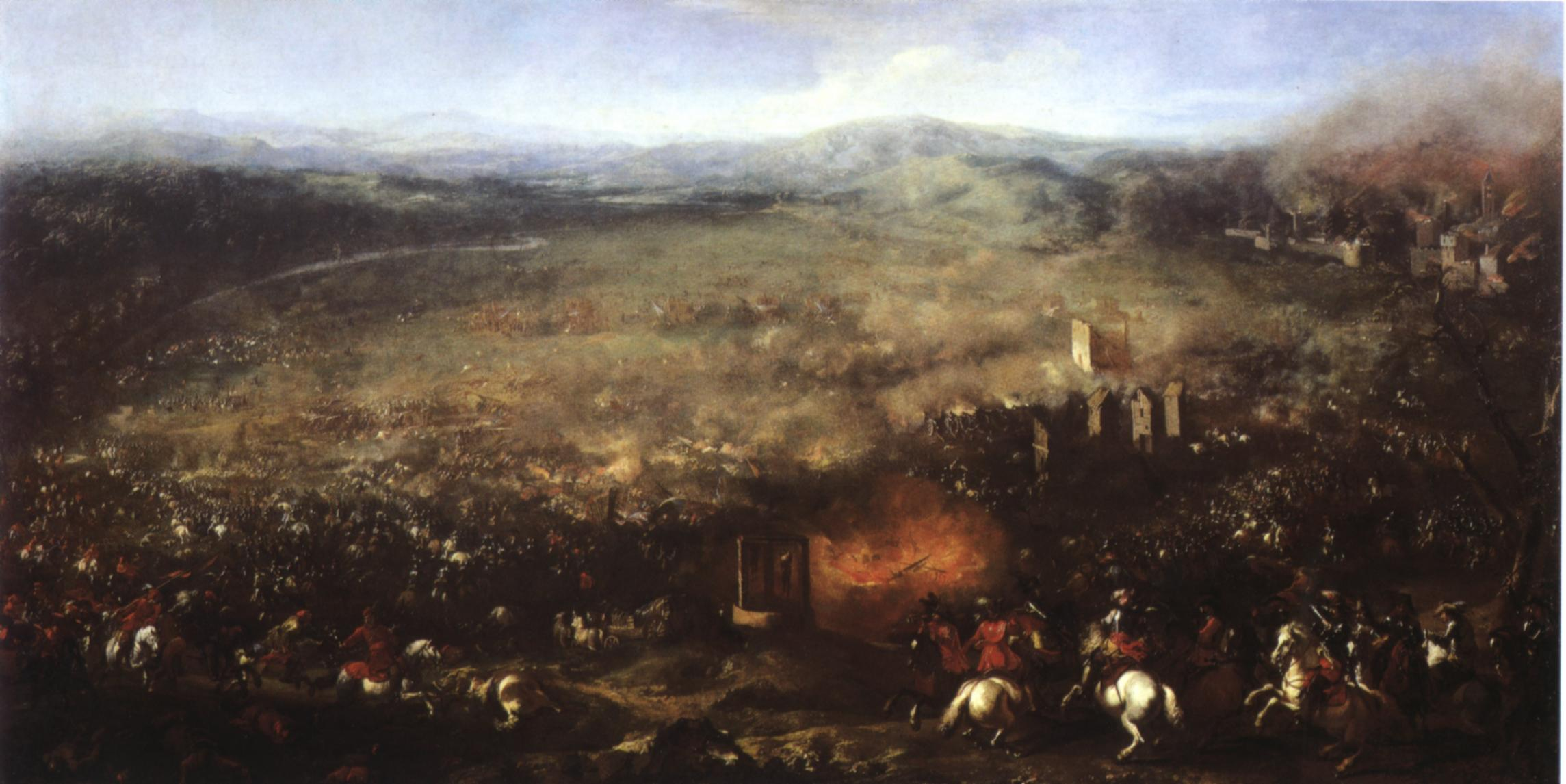
リュッツェンの戦い(c.1655)

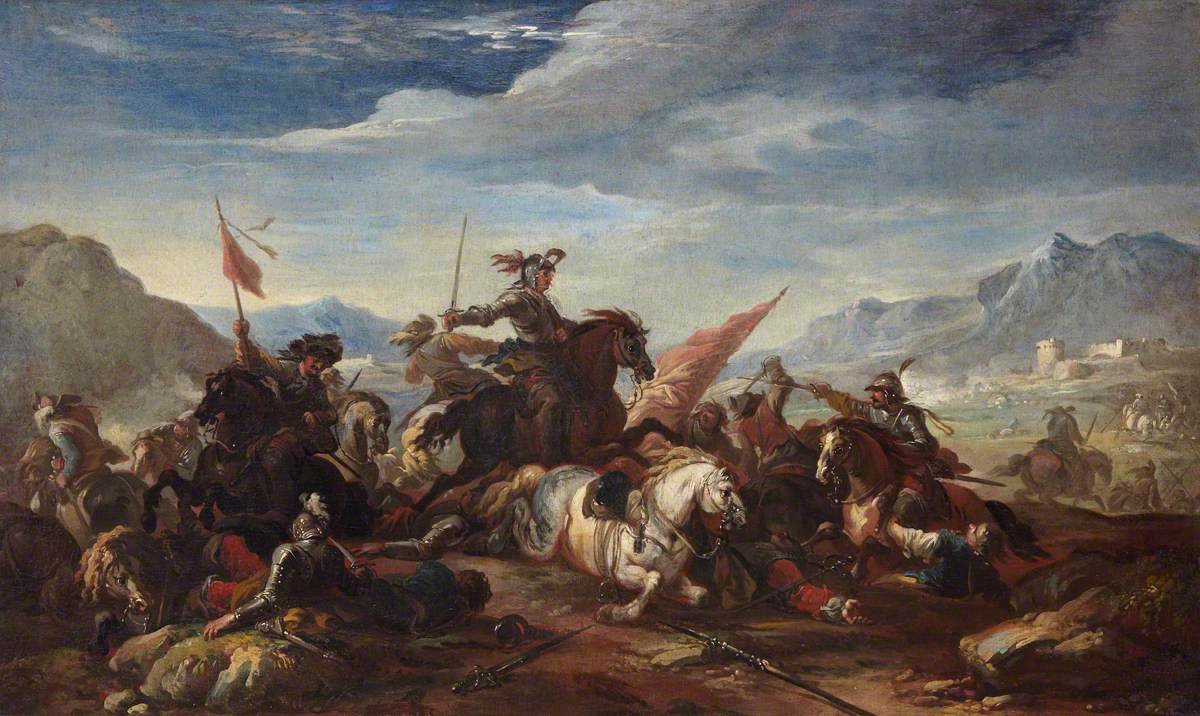
小戦闘
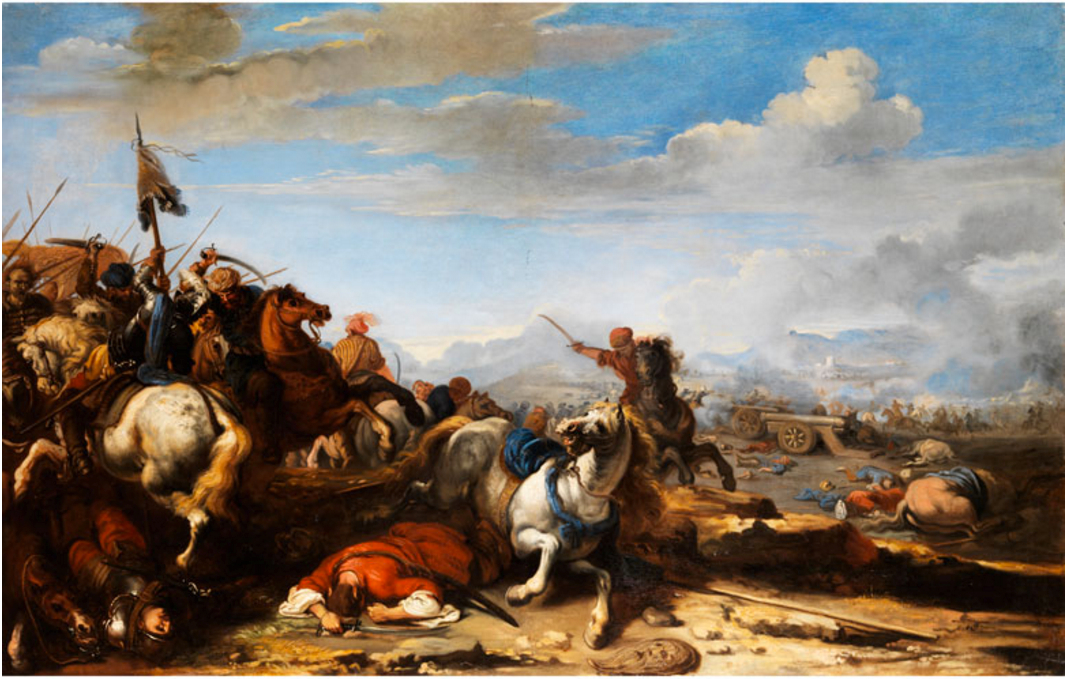
キリスト教徒とトルコ兵との闘い
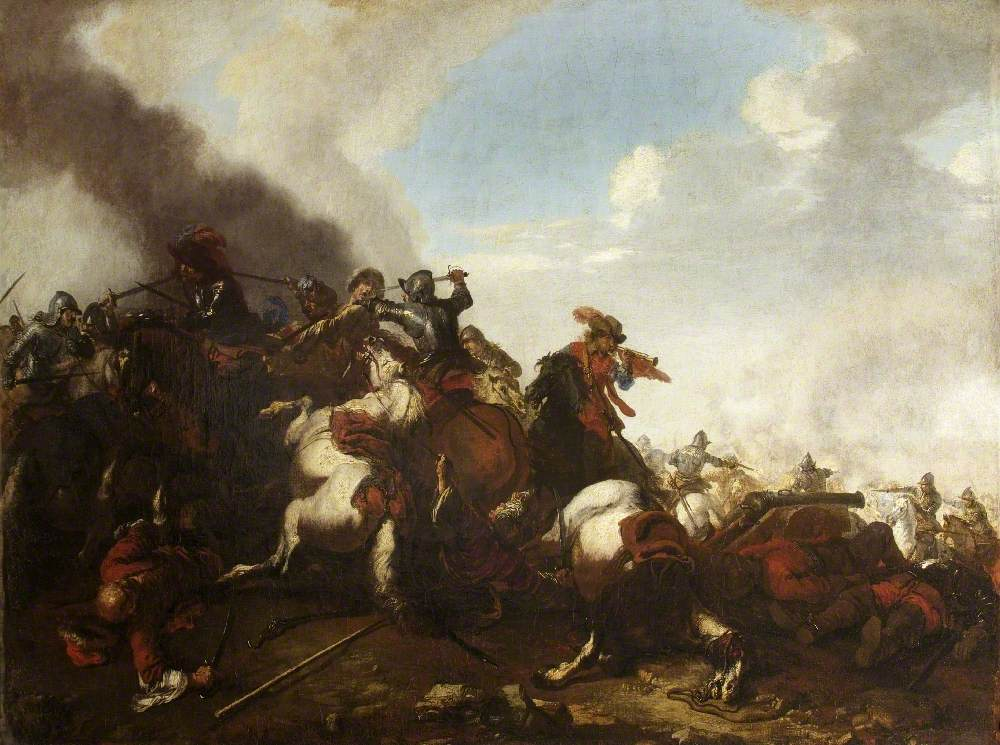
戦闘の情景